# Helleborus cyclophyllus
Helleborus cyclophyllus — вид квіткових рослин з родини жовтецевих (Ranunculaceae). Епітет crassifolius означає «округлолистий».

## Біоморфологічна характеристика

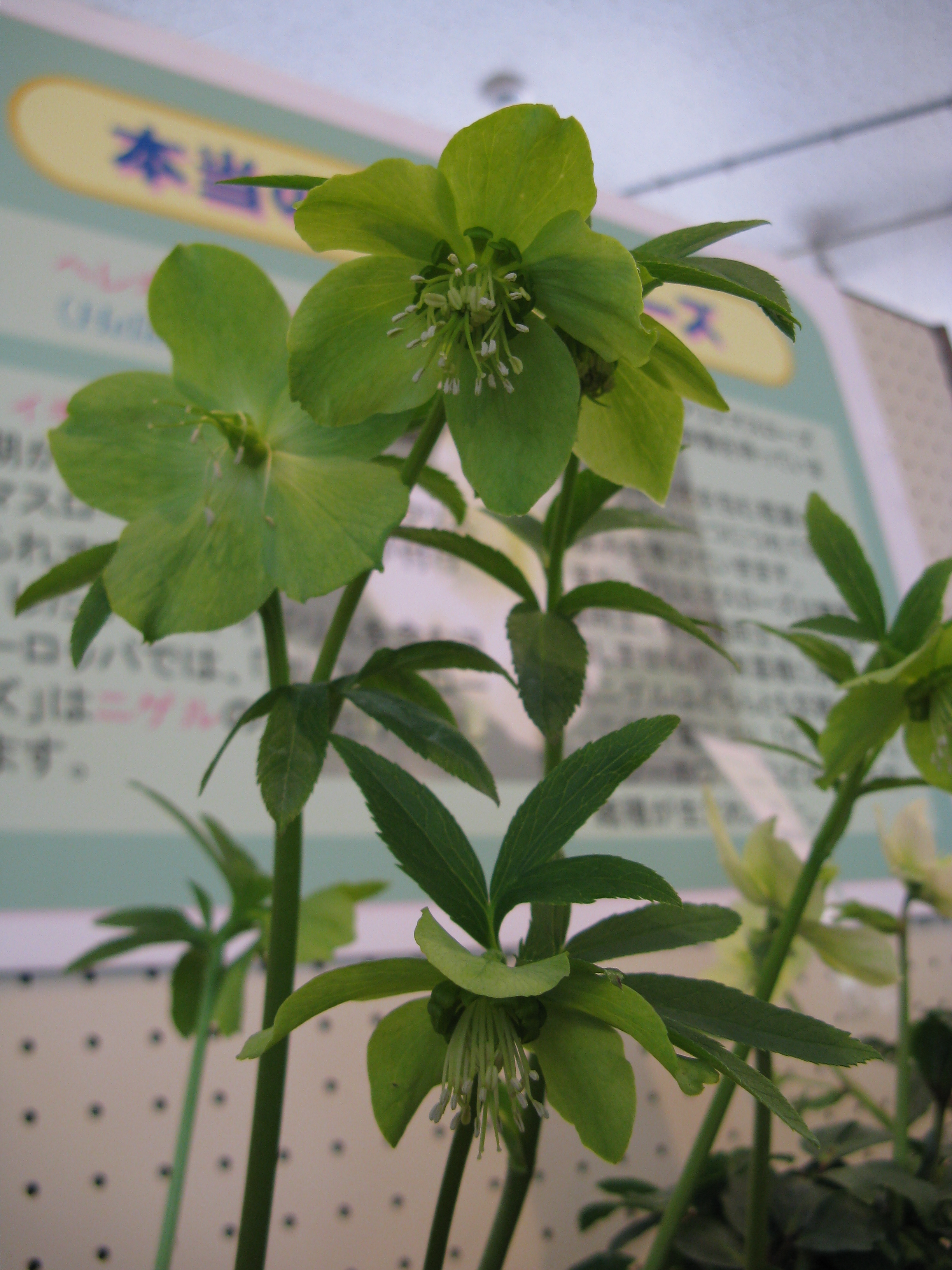

Це багаторічна трав'яниста рослина. Зелене листя пальчасте і прикореневе. Квітки від зеленого до жовто-зеленого забарвлення, 5–6 см у діаметрі.

## Середовище проживання
Ендемік Балканського півострова: Албанія, Греція, Болгарія, Македонія.